# Karel Hladík (politik)
Karel Hladík (21. prosince 1831 Praha – 11. prosince 1895 Karlín) byl rakouský železniční odborník a politik české národnosti, v 2. polovině 19. století poslanec Říšské rady.

## Biografie
Narodil se 21. prosince 1831 v Praze-Starém Městě v dnes již neexistujícím domě čp. 728 jako syn obuvníka Josefa Hladíka (1799–1882). (Některé zdroje uvádějí nesprávné datum narození 7. února 1831.)
Absolvoval technická studia a pak roku 1850 nastoupil na železnici, kde působil téměř čtyřicet let. Pracoval u státních drah, pak u Jižní dráhy a Dráhy císaře Františka Josefa. Habilitoval se také jako soukromý docent strojnictví a železniční správy na pražské technice. V letech 1871–1878 zastával post ředitele Plzeňsko-březenské dráhy. Pak odešel na penzi. Publikoval odborné studie v oboru železniční dopravy. Byl předsedou spolku architektů a inženýrů v Praze a členem státní železniční rady. Měl titul inženýra. Přispíval do Ottova slovníku naučného pod značkou Hlk.
Byl veřejně a politicky činný. Zasedal jako poslanec Říšské rady (celostátního parlamentu Předlitavska), kam nastoupil doplňovacích volbách roku 1880 za kurii městskou v Čechách, obvod Karlín, Vyšehrad atd. Slib složil 30. listopadu 1880. Mandát zde obhájil ve volbách roku 1885. Ve volebním období 1879–1885 se uvádí jako Karl Hladík, majitel nemovitostí, bytem Karlín.
Byl členem staročeské strany. Na Říšské radě zasedal v Českém klubu (jednotné parlamentní zastoupení, do kterého se sdružili staročeši, mladočeši, česká konzervativní šlechta a moravští národní poslanci). Ve volbách roku 1891 kandidoval, ale nebyl zvolen. Mladočeské Národní listy tehdy v rámci vyostřené rivality se staročechy označily Hladíka za pasivního poslance, který nekomunikuje s voliči ve svém obvodu a který při hlasování upřednostňuje ohledy na rakouské ministry před zájmy českých voličů.
Zemřel v prosinci 1895 v Karlíně. Pohřeb se konal od karlínského kostela na Olšanské hřbitovy.